# Adam Rammelmayer

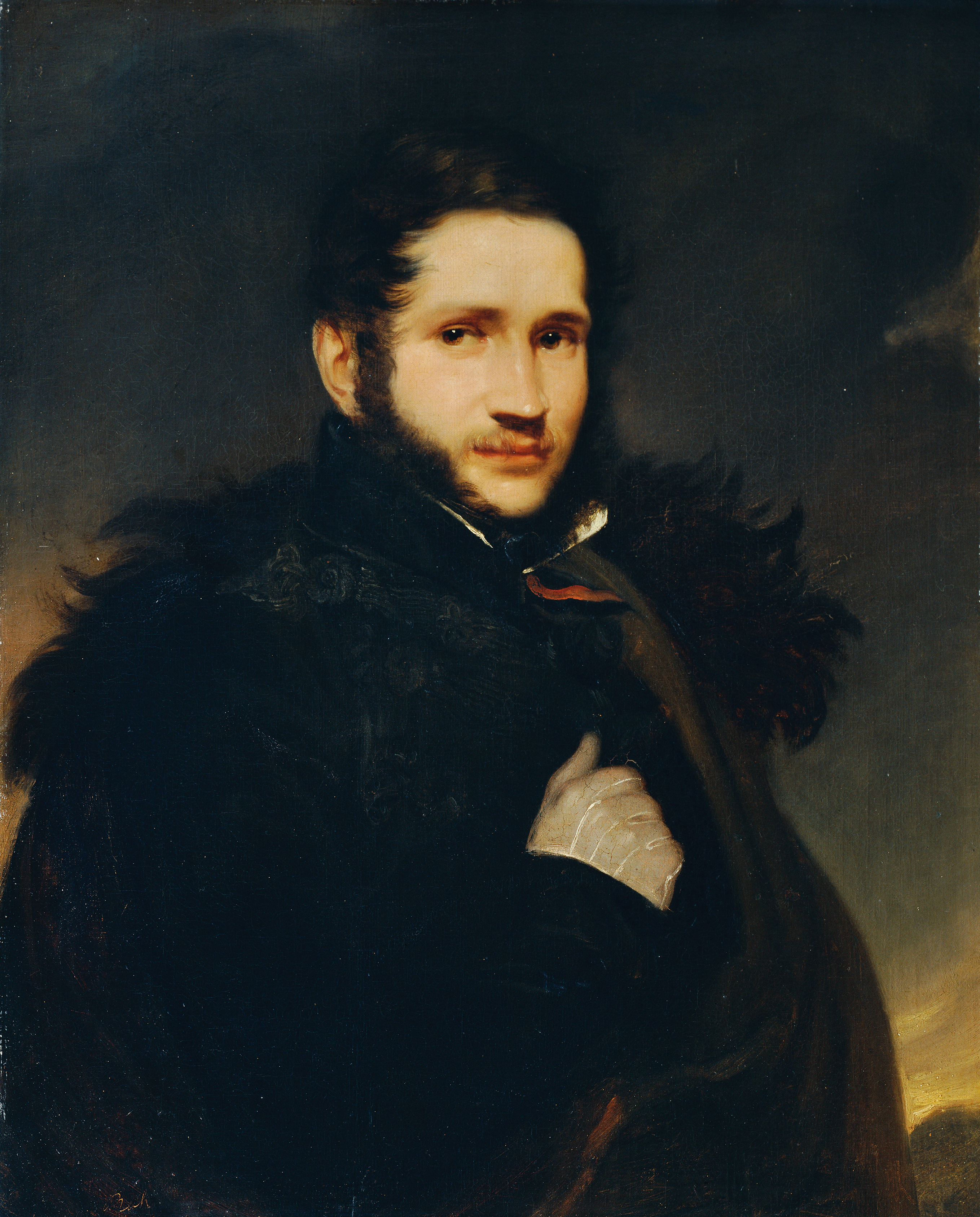
Adam Rammelmayer. Porträt von Carl Rahl (1835)

Adam Rammelmayer (auch Ramelmayer oder Ramelmayr; * 28. Jänner 1807 in Wien; † 20. März 1887 ebenda) war ein österreichischer Bildhauer.

## Leben
Ab dem Jahr 1827 studierte Rammelmayer an der Akademie der bildenden Künste in Wien, wo er auch mehrere Auszeichnungen erhielt, wie etwa den Neulingspreis (1830), den Reichelpreis (1932) und den großen Bildhauerpreis von Mailand (1833, für die Figurengruppe Androklus und der Löwe). In den Jahren von 1840 bis 1844 erhielt er ein Stipendium an der Accademia di San Luca in Rom. 1843 wurde er Mitglied der Wiener Akademie und betätigte sich ebendort 1849 auch in der Studienreformkommission.
Rammelmayer bezeichnete sich selbst als Historienbildhauer und versuchte, der Plastik durch christliche und romantische Inhalte neue Impulse zu geben. Freundschaften zu künstlerischen und politischen Persönlichkeiten seiner Zeit sind belegt, wie etwa zu Friedrich von Amerling, Adolf Fischhof und Maximilian von Spaun.

## Hauptwerk

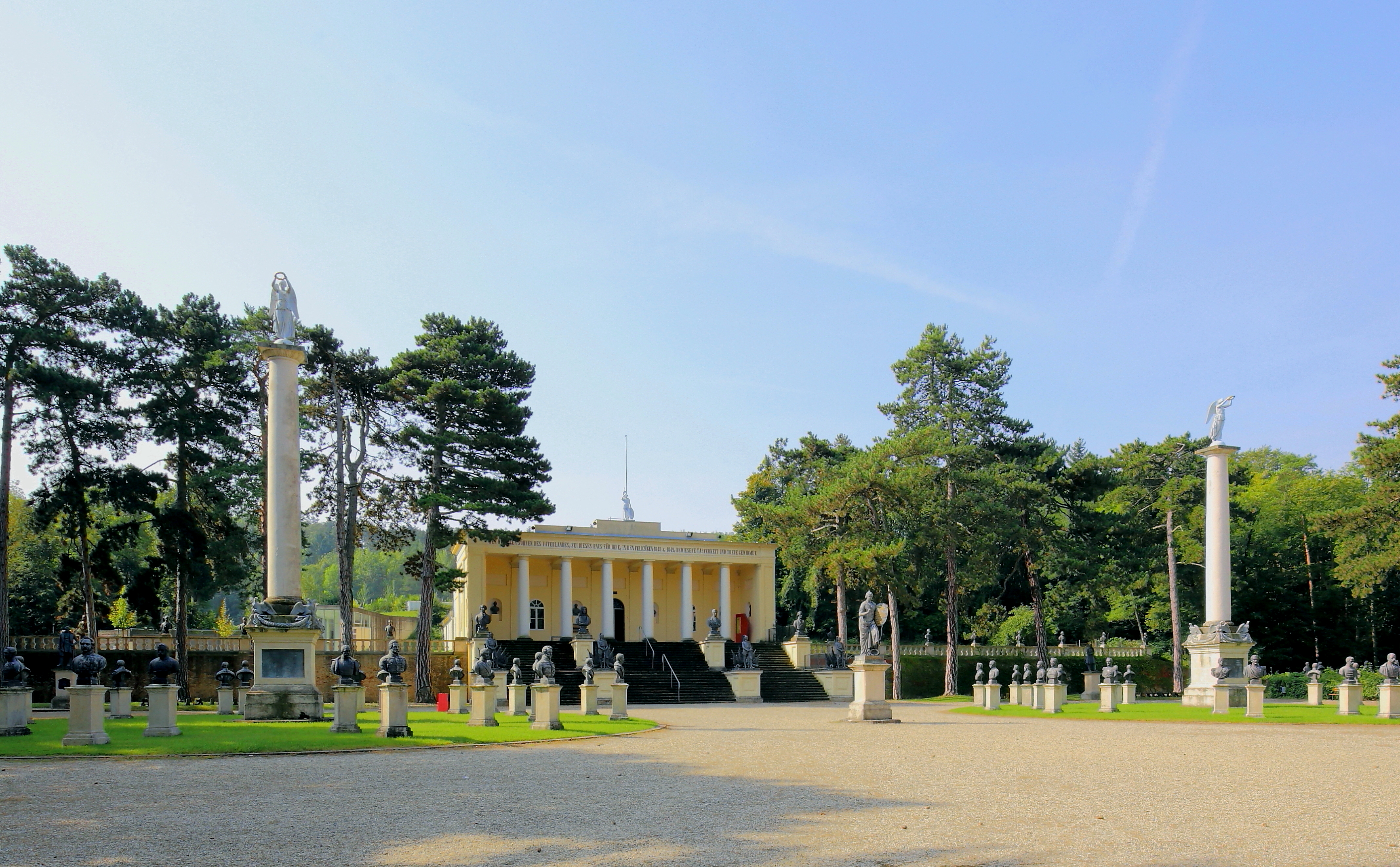
Gedenkstätte Heldenberg mit Büsten Rammelmayers

Als Hauptwerk Rammelmayers können die über 180 Porträtbüsten für die Gedenkstätte Heldenberg im niederösterreichischen Kleinwetzdorf bezeichnet werden, die er zwischen 1849 und 1858 im Auftrag Joseph Gottfried Pargfrieders (den er während seines Studienaufenthaltes in Rom kennenlernte) und gemeinsam mit seinen Kollegen Anton Dietrich und Johann Baptist Feßler (beide Schüler Josef Kliebers an der Wiener Graveurschule) ausführte. Der Guss erfolgte in der Salm’schen und Mohrenberg'schen Gießerei in Blansko (Mähren). Ursprünglich hatten die Büsten eine hellgefärbte Oberfläche. Die heutige, schwarze Oberfläche wurde vermutlich erst 1936 im Zuge einer Restaurierung aufgetragen. Die Büsten wurden im damals verbreitet für Plastiken verwendeten Zinkguss – genauer einer Zinklegierung mit geringen Anteilen an Kupfer und Aluminium – hergestellt, nur vier Statuen sind aus Eisenguss, einem vergleichsweise aufwändigeren Verfahren.
Die Kritik der an der Anlage des Heldenberges und damit auch an seiner bildhauerischen Arbeit soll Rammelmayer veranlasst haben, die künstlerische Tätigkeit aufzugeben. So sind außer diesen Zink-Eisengusswerken nur wenige Werke von seiner Hand bekannt, wie etwa der Rebekka-Brunnen im Haus Franziskanerplatz 1 im 1. Wiener Gemeindebezirk; zwei Statuenmodelle im Sitzungssaal des Alten Rathauses; eine Marmorstatuette Fürst Metternich im Schloss Enzesfeld und eine marmorne Sitzfigur Erzherzog Carl von Österreich, sowie wenige mehr.

## Werke (Auszug)
- Sitzfigur Erzherzog Carl von Österreich, weißer Marmor, 24 × 37,5 × 57 cm, Heeresgeschichtliches Museum, Wien
- Kreuzigung, 1837, Eisenguss, Basilika von Mariazell